# Ulica Romualda Traugutta w Krakowie
Ulica Romualda Traugutta – ulica w Krakowie, w dzielnicy XIII Podgórze, w Podgórzu.
Łączy ulicę Kącik z ulicą Jana Henryka Dąbrowskiego. Jest jednojezdniowa.

## Historia
Ulica została wytyczona w drugiej połowie XIX wieku i początkowo nosiła nazwę ul. Mikołaja Kopernika. W 1917 roku Rada Miasta Krakowa nadała ulicy obecną nazwę, dla upamiętnienia Romualda Traugutta, polskiego generała, dyktatora powstania styczniowego, wcześniejszego naczelnika wojennego powiatu kobryńskiego.
W czasie okupacji niemieckiej nazwa ulicy została zmieniona na Feldgasse.
W latach 1941–1943 znajdowała się na obszarze krakowskiego getta.

## Zabudowa
- ul. Romualda Traugutta 5 – kamienica, XX wiek.
- ul. Romualda Traugutta 6 – kamienica, XX wiek.
- ul. Romualda Traugutta 7 – kamienica, 1905–1906.
- ul. Romualda Traugutta 9 (ul. Dąbrówki 10) – kamienica, XX wiek.
- ul. Romualda Traugutta (ul. Jana Henryka Dąbrowskiego 4) – kamienica, XX wiek.
- ul. Romualda Traugutta 10 – kamienica, lata 30. XX wieku.
- ul. Romualda Traugutta 11 (ul. Dąbrówki 9) – kamienica, 1909–1910.
- ul. Romualda Traugutta 12 – kamienica, 1900.
- ul. Romualda Traugutta 13 – kamienica, 1910–1911.
- ul. Romualda Traugutta 15 – kamienica. Projektował Leopold Tlachna, 1910–1911.
- ul. Romualda Traugutta 17 – kamienica, 1907–1908.
- ul. Romualda Traugutta 18 – dom. Projektował Franciszek Mączyński, 1908.
- ul. Romualda Traugutta 20 – kamienica, XX wiek.
- ul. Romualda Traugutta 22 – kamienica, 1900.
- ul. Romualda Traugutta 24 – kamienica. Projektował Beniamin Torbe, 1898.

Opracowano na podstawie źródła: Gminnej ewidencji zabytków – Kraków.